# Sports Connection
Sports Connection (ESPN Sports Connection en Amérique du Nord) est un jeu vidéo de sport développé par Ubisoft Barcelona et édité par Ubisoft, sorti le 30 novembre 2012 exclusivement sur Wii U.

## Système de jeu
Le jeu propose au joueur de pratiquer six sports différents:
- Le football américain où il y a une phase d'attaque qui utilise le gameplay asymétrique proposé par le Wii U GamePad.
- Le football qui propose un gameplay simple à prendre en main.
- Le baseball qui utilise des fonctionnalités liées au GamePad lors de la phase où l'on envoie la balle et on utilise la télécommande Wii pour la renvoyer avec la batte de baseball.
- Le golf qui propose différents circuits et on utilise la Wiimote pour envoyer la balle vers le trou.
- Le tennis où l'on joue uniquement avec la Wiimote de manière classique.
- Le karting où le joueur peut conduire un kart en faisant tourner la Wiimote ou le GamePad.

Certains de ces sports peuvent se jouer jusqu'à 5 joueurs.

## Accueil
Le jeu reçut des critiques négatives à cause de la pauvreté de son gameplay.